# 12-я хромосома человека

Идеограмма 12-й хромосомы человека

12-я хромосо́ма челове́ка — одна из человеческих хромосом. Содержит почти 134 млн пар оснований, что составляет от 4 до 4,5 % всего материала ДНК человеческой клетки. По последним данным хромосома содержит от 1000 до 1300 генов.
12-я хромосома содержит кластер C генов гомеобокса.

## Гены
Ниже перечислены некоторые гены, расположенные на 12-й хромосоме:
- CLEC12A — белок, лектин типа С;

### Плечо p
- CD9 — гликопротеин из надсемейства тетраспанинов;
- CD69 — ранний антиген активации T-лимфоцитов;
- CDKN1B — ингибитор циклин-зависимой киназы 1B, p27Kip1;
- GRIN2B — NR2B-субъединица глутаматного NMDA-рецептора;
- NANOG — транскрипционный фактор гомеобокса Nanog;
- CS — фермент синтетаза цитрата;
- VAMP1 — синаптобревин 1.

### Плечо q
- ACVRL1 — активин-рецептор-подобный белок 1;
- APAF1 — активирующий фактор апоптозной пептидазы;
- AQP2 — аквапорин 2;
- AQP5 — аквапорин 5;
- AQP6 — аквапорин 6;
- CBX5 — гомолог хромобокса 5;
- CD63 — гликопротеин из семейства тетраспанинов;
- CLTA — лёгкий полипептид клатрина, а;
- COL2A1 — коллаген, тип II, альфа 1;
- DAO — оксидаза D-аминокислот;
- EEA1 — ранний эндосомальный антиген 1;
- ErbB3 — мембранный белок семейства рецептора эпидермального фактора роста EGFR/ErbB;
- HPD — 4-гидроксифенилпируват-диоксигеназа;
- IRAK4 — киназа, ассоциированная с рецептором интерлейкина-1;
- ITGA5 — гликопротеин из надсемейства интегринов;
- ITGA7 — гликопротеин из надсемейства интегринов;
- ITGB7 — гликопротеин из надсемейства интегринов (β7);
- KERA — кератокан;
- KRT3 — кератин 3;
- LRRK2 — богатая лейцином повторная киназа 2;
- LUM — люмикан;
- MIP — водный канал группы аквапоринов;
- MMAB — ген, ассоциированный с метилмалоновой ацидурией (дефицитом кобаламина) типа cblB;
- MYO1A — миозин IA;
- PAH — фенилаланин-гидроксилаза;
- PPP1R12A — регуляторная субъединица 12A протеин-фосфатазы 1;
- PTPN11 — протеин-тирозин-фосфатаза нерецепторного типа 11;
- SH2B3 — адаптерный белок;
- SP1 — транскрипционный фактор Sp1;
- TMPO — тимопоэтин;
- TPH2 — триптофангидроксилаза 2.

## Заболевания
Ниже перечислены некоторые заболевания, связанные с генами, расположенными на хромосоме 12:
| Заболевание             | Связанные гены |
| Плоская роговица, тип 2 | KERA           |
| Болезнь Рандю — Ослера  | ACVRL1         |
| MODY-диабет             | HNF1A          |
| Нарколепсия             |                |
| Синдром Нунан           | KRAS PTPN11    |
| Болезнь Паркинсона      | LRRK2          |
| Фенилкетонурия          | PAH (ген)      |
| Синдром Стиклера        | COL2A1         |
| Заикание                | GNPTAB         |
| Тирозинемия             |                |
| Болезнь Виллебранда     | vWF            |